# ボクの殺意が恋をした
『ボクの殺意が恋をした』（ボクのさついがこいをした）は、2021年7月4日から9月12日まで読売テレビ制作・日本テレビ系列の「日曜ドラマ」枠で放送されていたテレビドラマ。主演はプライム帯の地上波連続ドラマ初主演となる中川大志。

## あらすじ
5歳の頃に両親を失い、父の親友で伝説の殺し屋である男虎丈一郎に引き取られた青年・男虎柊は、育ての親・丈一郎を何者かに殺害されたことから、仇を討つために殺し屋家業を継ぎ、殺し屋になることを決意する。
柊は、殺し屋組織の責任者でもある刑事綿谷詩織によって、丈一郎殺害の真犯人だと断定された人気漫画家の鳴宮美月を殺しのターゲットとして用意周到に近づくが、間の悪さが災いして殺すことができず逆に彼女の窮地を救ってしまい、これが切っ掛けで二人は恋仲に発展してしまう。

## キャスト

### 主要人物
男虎柊（おのとら しゅう）〈25〉
演 - 中川大志（幼少期：柊木陽太）
本作の主人公。男虎丈一郎に育てられた青年。丈一郎の仇を討つため、家業を継ぎ殺し屋になることを決意する。
鳴宮美月（なるみや みつき）/ 葉山葵（はやま あおい）〈26〉
演 - 新木優子（幼少期：高松咲希）
本作のヒロイン。ペンネームで活動する人気漫画「ハリネズミ探偵・ハリー」を創作する覆面作家。丈一郎、柊の暗殺ターゲット。本名は葉山葵で、柊の幼少期の初恋相手。

### 柊の関係者
男虎丈一郎（おのとら じょういちろう）〈48〉
演 - 藤木直人
柊の育ての親。表向きは清掃会社の経営者だが、裏では「五黄（ごおう）のトラ」と呼ばれる伝説の殺し屋。
八乙女流星（やおとめ りゅうせい）〈27〉
演 - 鈴木伸之
殺し屋界のエース。別名「デス・プリンス」。表向きは海外で活躍中の大人気モデル。殺しを「芸術」として捉えており、遠隔地で音楽をかけて踊りながら事前に仕掛けたトラップを遠隔操作し、ターゲットを葬り去ろうとする。
綿谷詩織（わたや しおり）〈45〉
演 - 水野美紀
生活安全課の刑事。裏の顔は殺し屋組織「シークレットオペレーションサービス」（通称SOS）の責任者。丈一郎を殺害した犯人が美月（葵）であると断定している。
藤堂莉奈（とうどう りな）
演 - 松本穂香（第6話 - ）
藤堂財閥の令嬢。親同士の約束として突如柊の前に婚約者を名乗り現れる。

### 美月の関係者
水瀬千景（みなせ ちかげ）〈34〉
演 - 田中みな実
美月のチーフアシスタント。天真爛漫な振る舞いを見せる一方で、探偵を雇い柊の素性を調べるなど不穏な動きを見せる。
風岡樹生（かざおか たつき）〈32〉
演 - 中尾明慶
美月の担当編集。出世欲が強く、思い込みが激しい。
江村隼也（えむら としや）〈27〉
演 - 永田崇人
美月のアシスタント。動画配信マニア。
皆川真希（みながわ まき）〈24〉
演 - 小西はる
美月のアシスタント。写経が趣味。
葉山京子（はやま きょうこ）
演 - 榊原郁恵（第2話 - ）
美月の母。重い病で入院生活を送っている。
赤坂武尊（あかさか たける）
演 - 小池徹平（第6話 - ）
美月の兄。両親が離婚して別々に育てられたため、苗字が違う。

### その他
大竹千尋（おおたけ ちひろ）〈30〉
演 - 吉住
八乙女流星の担当マネージャー。最近担当になったばかりで必死に流星のペースについて行こうとしているが、天然ボケが災いとなりいつも周囲に迷惑をかけている。
公園にいた男の子
演 - 小林未来
木にひっかかっていた風船を取るために木に登るが落ちてしまい、柊に助けてもらう。
公園にいた女の子
演 - 長谷川晏
風船が木にひっかかってしまい、泣いてた。
掃除のおばちゃん
演 - 川村エミコ
柊が鳴宮美月を殺そうとした時に間が悪く間に入ってきてトイレの掃除をしだす。
男虎柊の父親
演 - 小山田織音
柊が幼い頃に死んでしまう。
馬渕洋介
演 - 中丸新将
詩織の上司
七瀬くるみ
演 - 谷まりあ
美月が描いている「ハリネズミ探偵・ハリー」の実写化に出演する。
流星のチーフマネージャー
演 - ゆってぃ
4話で大竹マネージャーの代わりで出る。

### 『ハリネズミ探偵・ハリー』
劇中で鳴宮美月が執筆する大人気漫画
ハリネズミ探偵・ハリー
声 - 内田真礼
探偵を目指す大学生の琴音と力を合わせて、次々と難事件を解決するハリネズミ。

## その他
第5話の放送を前に8月4日（水）13:30 - 13:55に『日曜ドラマ「僕の殺意が恋をした」 秘密編開幕!第5話8月8日（日）放送SP』と題したダイジェスト・番宣特番を全国ネットで放送した。

## スタッフ
- 脚本 - 徳永友一、三浦希紗
- 演出 - 星野和成、宝来忠昭
- 音楽 - 大間々昂、田渕夏海
- 主題歌 - Vaundy「花占い」（SDR）[18]
- 法律監修 - 室谷光一郎
- トリック監修 - 能塚裕喜
- 化学監修 - 関根嘉香
- 武器協力 - 乙夜
- 劇中漫画「ハリネズミ探偵・ハリー」制作 - ユーナ株式会社(鈴木愛美、たこ焼き、梅★純、ノビタ)[19]
- アクションコーディネーター - 劔持誠
- ガンエフェクト - 早川光
- 警察監修 - 古谷謙一
- 医療監修 - 中澤暁雄
- 技術協力 - アップサイド、サウンドライズ
- 美術協力 - テレビ朝日クリエイト、KFライズ
- チーフ・プロデューサー - 岡本浩一[8]
- プロデューサー - 中間利彦[8]、石田麻衣[8]（ホリプロ）、小島祥子
- 共同プロデューサー - 三上絵里子（日本テレビ）
- 制作協力 - ホリプロ
- 製作著作 - 読売テレビ

## 放送日程
| 話数                                                                        | 放送日  | サブタイトル                             | ラテ欄                                | 脚本     | 演出     | 視聴率 |
| --------------------------------------------------------------------------- | ------- | ---------------------------------------- | ------------------------------------- | -------- | -------- | ------ |
| Episode1                                                                    | 7月04日 | 殺し屋とターゲットが恋!?                 | 殺し屋は標的を殺すか? 恋するか?       | 徳永友一 | 星野和成 | 5.8%   |
| Episode2                                                                    | 7月11日 | 殺し屋がボディガードに!?                 | 花火デートで暗殺!? 禁断の恋が動き出す | 徳永友一 | 星野和成 | 6.0%   |
| Episode3                                                                    | 7月18日 | グランピングで暗殺!? 殺意と恋の三角関係  | キャンプで大波乱!? 殺意と恋の三角関係 | 徳永友一 | 宝来忠明 | 5.1%   |
| Episode4                                                                    | 7月25日 | 暴かれる秘密… 殺意と恋の三角関係に新展開 | 暴かれる衝撃真実! 殺意が恋に変わる時  | 三浦希紗 | 宝来忠明 | 4.6%   |
| Episode5                                                                    | 8月08日 | 秘密編開幕! 本当の黒幕は一体誰なのか!?   | 秘密編開幕! 本当の黒幕は一体誰なのか  | 徳永友一 | 星野和成 | 4.7%   |
| Episode6                                                                    | 8月15日 | 訳あり許嫁登場!? 愛する人の衝撃裏切り    | 訳あり許嫁登場で大混乱!? 涙の衝撃告白 | 徳永友一 | 星野和成 | 4.9%   |
| Episode7                                                                    | 8月22日 | 殺意と恋の四角関係!? ついに真相発覚!     | 殺意と恋の四角関係 今夜、真犯人が発覚 | 三浦希紗 | 宝来忠昭 | 5.0%   |
| Episode8                                                                    | 8月29日 | 最強コンビ結成で逆襲開始! 明かされる秘密 | 最強コンビ逆襲開始 全ての謎が明らかに | 徳永友一 | 宝来忠昭 | 5.9%   |
| Episode9                                                                    | 9月05日 | 最終章前編 誰が味方で敵なのか!?          | 最終章! すれ違う心 誰が味方で敵なのか | 徳永友一 | 星野和成 | 5.9%   |
| Episode10                                                                   | 9月12日 | 衝撃の結末! 最後の秘密が暴かれる!        | 暴かれる最後の謎 衝撃結末を見逃すな   | 徳永友一 | 星野和成 | 5.4%   |
| 平均視聴率 5.3%（視聴率はビデオリサーチ調べ、関東地区・世帯・リアルタイム） |         |                                          |                                       |          |          |        |

## スピンオフドラマ
『ボクの殺意が恋する前』（ボクのさついがこいするまえ）のタイトルで、動画配信サービスHuluにて2021年7月25日の本編第4話終了後から配信される。地上波では描き切れなかった過去や隠された秘密が描かれる。

### キャスト（スピンオフドラマ）
- 男虎柊 - 中川大志
- 鳴宮美月 - 新木優子
- 八乙女流星 - 鈴木伸之
- 綿谷詩織 - 水野美紀
- 水瀬千景 - 田中みな実
- 風岡樹生 - 中尾明慶
- 男虎丈一郎 - 藤木直人

### スタッフ（スピンオフドラマ）
- 脚本 - 三浦希紗
- 演出 - 加治屋彰人
- チーフプロデューサー - 岡本浩一
- プロデューサー - 中間利彦、小島祥子、石田麻衣（ホリプロ）
- 共同プロデューサー - 三上絵里子（日本テレビ）
- 制作協力 - ホリプロ
- 制作著作 - 読売テレビ

### 配信日程（スピンオフドラマ）
| 各話        | 配信日  | 備考                 |
| ----------- | ------- | -------------------- |
| Episode4.5  | 7月25日 | 本編第4話放送後配信  |
| Episode5.5  | 8月08日 | 本編第5話放送後配信  |
| Episode6.5  | 8月15日 | 本編第6話放送後配信  |
| Episode7.5  | 8月22日 | 本編第7話放送後配信  |
| Episode10.5 | 9月12日 | 本編最終話放送後配信 |